# ألفرد فوغل
ألفرد فوغل هو كاتب ورائد أعمال سويسري، ولد في 26 أكتوبر 1902 في إيش (بازل لاندشافت) ‏ في سويسرا، وتوفي في 1 أكتوبر 1996 في Feusisberg ‏ في سويسرا.